# Patriarchal-Exarchat Basra und Kuwait
Das Patriarchal-Exarchat Basra und Kuwait ist ein im Irak und Kuwait gelegenes Patriarchal-Exarchat der Syrisch-katholischen Kirche  mit Sitz in Basra.

## Geschichte
Das Patriarchal-Exarchat wurde 1982 gegründet.

## Patriarchal-Exarchen von Basra und Kuwait
- Athanase Matti Shaba Matoka (1997–2001)
- Issou Charbel (2001–2003)
- Marzena Eshak (2003–2014)
- Emad Ekleemes (2014–2020)
- Firas Dardar (seit 2020)

## Statistik
| Jahr | Bevölkerung | Bevölkerung | Bevölkerung | Priester     | Priester         | Priester       | Priester               | Ständige Diakone | Ordensleute  | Ordensleute      | Pfarreien |
| ---- | ----------- | ----------- | ----------- | ------------ | ---------------- | -------------- | ---------------------- | ---------------- | ------------ | ---------------- | --------- |
| Jahr | Katholiken  | Einwohner   | %           | Gesamtanzahl | Diözesanpriester | Ordenspriester | Katholiken je Priester | Ständige Diakone | Ordensbrüder | Ordensschwestern |           |
| 2005 | 410         |             |             | 4            | 4                |                | 102                    |                  | 1            |                  | 1         |
| 2010 | 360         |             |             | 1            |                  | 1              | 360                    |                  | 1            |                  | 1         |
| 2020 | 300         |             |             | 1            | 1                |                | 300                    | 1                |              |                  | 2         |